# Kodersdorf
Kodersdorf là một đô thị trong huyện Görlitz, bang tự do Sachsen, nước Đức. Đô thị Kodersdorf có diện tích 42,27 km², dân số thời điểm ngày 31 tháng 12 năm 2005 là 2611 người.